# Déjà vu (album van CSNY)
Déjà vu is een klassiek rockalbum uit 1970 van Crosby, Stills, Nash and Young. Ook Dallas Taylor en Greg Reeves worden op de albumhoes als muzikanten genoemd.
Het album stond op de eerste plaats van onder andere de Amerikaanse Billboard-hitlijst. In 2003 plaatste de muziekzender VH1 Déjà vu op de 61ste plek in hun lijst van de beste albums aller tijden. Het album wordt beschreven in het boek 1001 Albums You Must Hear Before You Die.

## Opnamen
Crosby, Stills, Nash en Young begonnen in oktober 1969 met de opnamen voor Déjà vu in de studio van Wally Heider in San Francisco. Ze hadden in totaal bijna achthonderd uur nodig om het album op te nemen.

## Albumhoes
De albumhoes werd ontworpen door Gary Burden. Voor de albumhoes werd een foto gebruikt van Crosby, Stills, Nash, Young, Taylor en Reeves, die zich kleedden alsof het honderd jaar geleden was. De foto werd genomen door Tom Gundelfinger. Eerst probeerden ze een oude camera te gebruiken, maar uiteindelijk is een foto gebruikt die Gundelfinger met een Nikon nam en vervolgens werd bewerkt zodat het leek alsof het om een zeer oude foto ging. De foto werd op de paarse perkamentachtige hoes geplakt en de tekst op de hoes werd in reliëf gedrukt, waardoor de albumhoes van Déjà vu veel geld kostte om te fabriceren. Latere versies waren standaarhoezen waarop de foto gedrukt was.

## Tracks
| Nr. | Titel                       | Duur |
| --- | --------------------------- | ---- |
| 1.  | Carry on (Stills)           | 4:25 |
| 2.  | Teach your children (Nash)  | 2:53 |
| 3.  | Almost cut my hair (Crosby) | 4:25 |
| 4.  | Helpless (Young)            | 3:30 |
| 5.  | Woodstock (Joni Mitchell)   | 3:52 |

| Nr. | Titel                                                                                            | Duur |
| --- | ------------------------------------------------------------------------------------------------ | ---- |
| 1.  | Déjà vu (Crosby)                                                                                 | 4:10 |
| 2.  | Our house (Nash)                                                                                 | 2:59 |
| 3.  | 4 + 20 (Stills)                                                                                  | 1:55 |
| 4.  | Country girl (Whiskey boot hill) / Down down down / Country girl (I think you're pretty) (Young) | 5:05 |
| 5.  | Everybody I love you (Stills, Young)                                                             | 2:20 |

## Bezetting
- Greg Reeves: bas, slagwerk
- Dallas Taylor: slagwerk, drums
- David Crosby: gitaar, zang
- Jerry Garcia: steelgitaar, slidegitaar (in Teach your children)
- Graham Nash: gitaar, zang, toetsinstrumenten
- John Sebastian: harmonica (in het nummer Déjà vu)
- Stephen Stills: gitaar, zang, bas, toetsinstrumenten
- Neil Young: gitaar, zang, piano, harmonica

### Overige medewerkers
- Bill Halverson: opnameleider
- Gary Burden: hoesontwerp
- Tom Gundelfinger en Henry Diltz: fotografie

David Crosby · Stephen Stills · Graham Nash · Neil Young